# Llista de varvassors de Foixà
Llinatge noble dels senyors de Foixà, al comtat d'Empúries.

## Línia dels senyors delcastell de Foixà
| - Guillem de Foixà - Bernat I de Foixà - Arnau I de Foixà - Bernat II de Foixà (?-1259) - Arnau II de Foixà (?-1292) - Alemany de Foixà i de Gualba - Guillem de Foixà i de Gualba - Bernat Guillem de Foixà i de Saportella (?-1362) - Bernat Alemany de Foixà i de Porqueres (?-1404) - Arnau de Foixà i d'Orriols (?-1432) - Alemany de Foixà i d'Orriols - Bernat Guillem de Foixà i de Boixadors - Arnau de Foixà i de Sacirera - Lluís Benet de Foixà-Boixadors i de Cruïlles - Elisabet de Foixà - Joan de Foixà i de Santmiquel | - Alemany de Foixà-Boixadors i de Santmiquel - Pau Galceran de Foixà-Boixadors i d'Ivorra - Aldonça de Foixà i de Santmiquel - Bernat Alemany de Foixà-Boixadors i de Cruïlles - Galceran de Foixà-Boixadors i d'Escales (?-1601) - Gaspar de Foixà i d'Escales - Rafael de Foixà i d'Escales - Jerònima de Foixà-Boixadors i de Xetmar - Galceran de Foixà-Boixadors-Salbà (?-1639) - Tomàs de Foixà Boixadors-Salbà i de Xetmar - Bernat de Foixà Boixadors-Salbà i de Xetmar - Vicenç Domènec de Foixà-Boixadors (?-1755) - Joan Francesc de Foixà-Boixadors i de Copons (?-1800) - Ignasi de Foixà-Boixadors i de Balay de Marignac - Narcís de Foixà i d'Andreu (?-1843) - Narcís de Foixà i de Miquel (?-1866), que obtingué el títol de comte de Foixà l'any de la seva mort. - Enric de Foixà i de Bassols (?-1910) - Agustí de Foixà i Torroba (1903-1959) - Neus de Foixà i Larrañaga |

## Línia dels senyors de Romanyà
- Hug Benet de Foixà i de Sacirera
- Pere de Foixà i de Sarroca
- Beatriu de Foixà i de Sarroca
- Galceran de Foixà i de Cruïlles
- Damiata de Foixà i de Millars

## Línia dels senyors de Maçanet
- Berenguer de Foixà i de Bordils
- Martí Joan de Foixà i de Vilana
- Hug de Foixà i de Vilanova (?-1589)
- Octavi de Foixà i de Vilanova
- Lluís de Foixà
- Lluís de Foixà i de Comelles (?-1637)
- Ignasi de Foixà i de Comelles (?-1668)
- Lluís de Foixà i Marcillo (?-1697)
- Antoni de Foixà-Camporrells i de Balaguer (?-1732)
- Antoni de Foixà-Camporrells i de Móra (?-1791)
- Antoni Francesc de Foixà i de Guiu
- Antoni Joan de Foixà i de Garma
- Rafael de Foixà i de Vidal

## Línia de Santo Domingo i Cuba
- Lluís de Foixà i de Móra
- Narcís de Foixà i de Lecanda

## Línia de Sicília
- Hug de Foixà i d'Orriols
- Arnau de Foixà
- Joan Antoni de Foixà
- Hug de Foixà
- Jeroni de Foixà
- Carles de Foixà
- Hèrcules de Foixà